# Liste der Bodendenkmäler in Osterzell
Auf dieser Seite sind die Bodendenkmäler in der schwäbischen Gemeinde Osterzell zusammengestellt. Diese Tabelle ist eine Teilliste der Liste der Bodendenkmäler in Bayern. Grundlage ist die Bayerische Denkmalliste, die auf Basis des Bayerischen Denkmalschutzgesetzes vom 1. Oktober 1973 erstmals erstellt wurde und seither durch das Bayerische Landesamt für Denkmalpflege geführt wird. Die folgenden Angaben ersetzen nicht die rechtsverbindliche Auskunft der Denkmalschutzbehörde.

## Bodendenkmäler der Gemeinde Osterzell

### Bodendenkmäler in der Gemarkung Bidingen
| Lage                | Objekt                                    | Akten-Nr.     | Bild |
| ------------------- | ----------------------------------------- | ------------- | ---- |
| Bidingen (Standort) | Brandopferplatz der römischen Kaiserzeit. | D-7-8130-0039 |      |

### Bodendenkmäler in der Gemarkung Dienhausen
| Lage                  | Objekt | Akten-Nr.     | Bild |
| --------------------- | --- | ------------- | ---- |
| Dienhausen (Standort) | Ringwall und Siedlung vor- und frühgeschichtlicher Zeitstellung, unter anderem des Neolithikums (Ilzenschanze). | D-1-8130-0004 |      |

### Bodendenkmäler in der Gemarkung Osterzell
| Lage                 | Objekt | Akten-Nr.     | Bild |
| -------------------- | --- | ------------- | ---- |
| Osterzell (Standort) | Abschnittsbefestigung des frühen Mittelalters sowie Siedlung der Bronzezeit.                                                            | D-7-8130-0020 |      |
| Osterzell (Standort) | Brandopferplatz der Eisenzeit und römischen Kaiserzeit.                                                                                 | D-7-8130-0021 |      |
| Osterzell (Standort) | Abschnittsbefestigung vor- und frühgeschichtlicher Zeitstellung.                                                                        | D-7-8130-0022 |      |
| Osterzell (Standort) | Teilstück einer Straße der römischen Kaiserzeit.                                                                                        | D-7-8130-0023 |      |
| Osterzell (Standort) | Grabhügel vorgeschichtlicher Zeitstellung.                                                                                              | D-7-8130-0060 |      |
| Osterzell (Standort) | Grabhügel vorgeschichtlicher Zeitstellung.                                                                                              | D-7-8130-0077 |      |
| Osterzell (Standort) | Mittelalterliche und frühneuzeitliche Befunde im Bereich der Katholischen Pfarrkirche St. Stephan und Oswald in Osterzell mit Friedhof. | D-7-8130-0079 |      |